# Flora do Paraguai

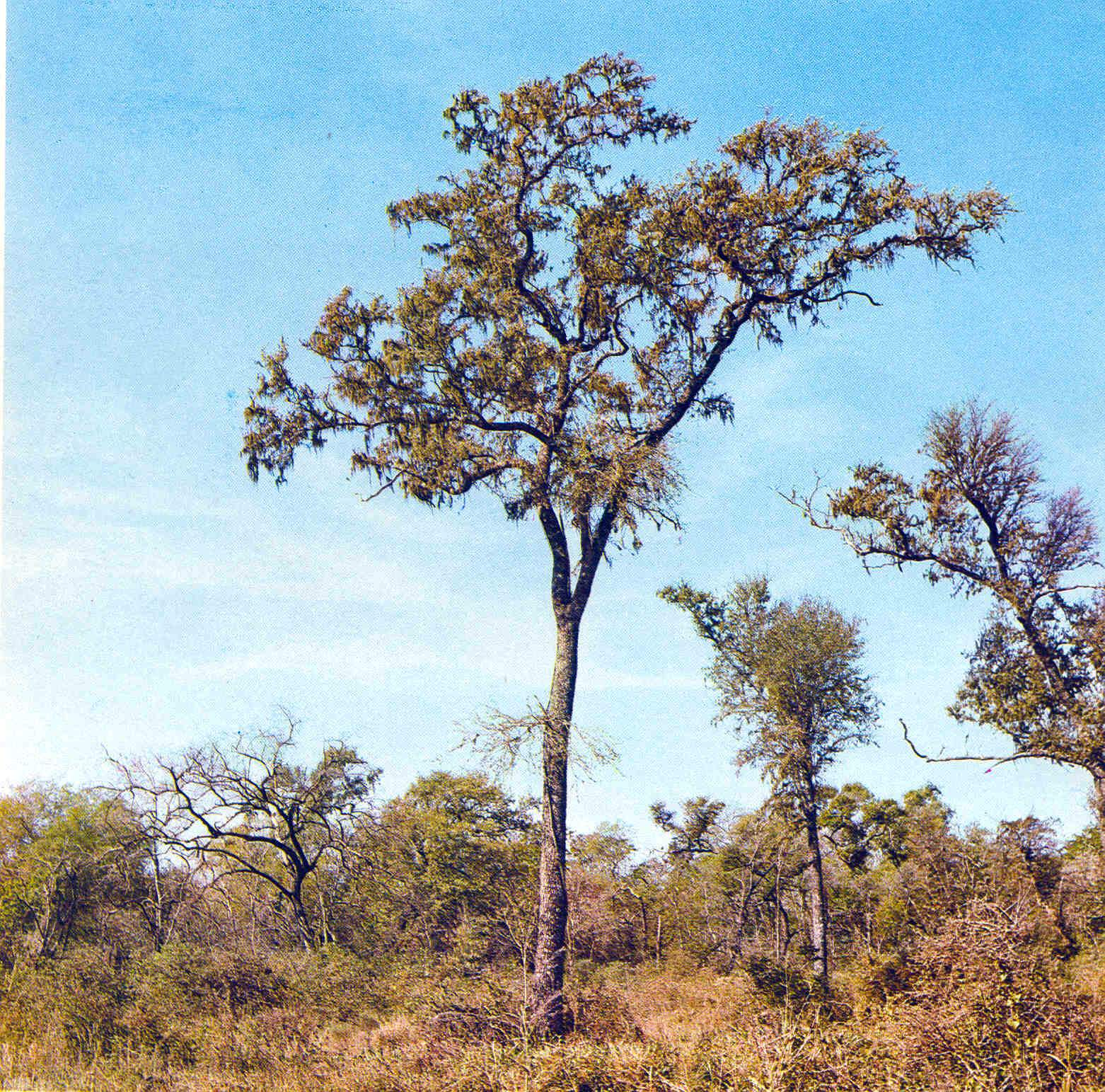
Schinopsis balansae é uma espécie de árvore da América do Sul que habita o nordeste da Argentina e do Paraguai.

Situada no centro da América do Sul sem fronteira com o oceano, com seu clima que inclui tanto uma zona climática temperada quanto uma tropical, a Flora do Paraguai concentra-se principalmente no planalto do Paraná à medida que o planalto recebe forte chuva. O Paraguai é um país com diversas biosferas. No leste, há muitos prados verdes e florestas, enquanto o oeste do país é coberto principalmente por grama seca e árvores esparsas. Como tal, a flora nativa do Paraguai é apresentada em uma infinidade de espécies.

## Plantas vasculares
As 328 espécies de plantas vasculares endêmicas incluem vários cactos: Gymnocalycium paraguayense, Harrisia hahniana e Parodia nigrispina. Outras plantas endêmicas incluem as bromélias Tillandsia esseriana e Dyckia tobatiensis, Manihot takape, Euphorbia guaraniorum, Cnidoscolus maracayensis, Ipomoea itapuaensisolar, Dasyphyllum maria-lianae, Stevia estrellensis, Galactia burkartii, Waltheria macrophylla, Tragia caperonioides, Trichogonia chodatii e várias orquídeas: Epidendrum rojas , Sarcoglottis tirolensis, Ponthieva hassleri e Habenaria integripetala. Bordasia e talvez Piptadeniopsis são gêneros endêmicos.